# Leichtathletik-Weltmeisterschaften 1983/Hochsprung der Männer

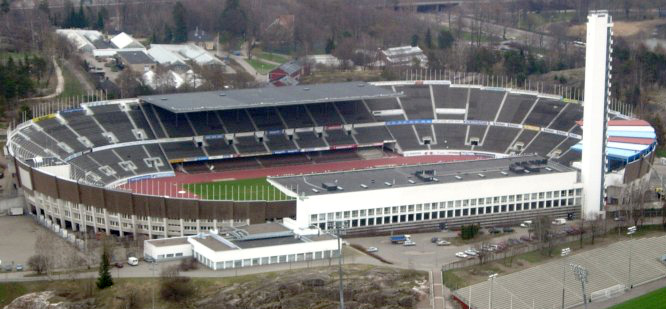
Das Olympiastadion in Helsinki

Der Hochsprung der Männer bei den Leichtathletik-Weltmeisterschaften 1983 fand am 12. und 13. August 1983 in Helsinki, Finnland, statt.
35 Athleten aus 26 Ländern nahmen an dem Wettbewerb teil. Die Goldmedaille gewann Hennadij Awdjejenko aus der Sowjetunion mit 2,32 m, Silber ging an den US-Amerikaner Tyke Peacock mit 2,32 m, und die Bronzemedaille sicherte sich der chinesische Weltrekordinhaber Zhu Jianhua mit 2,29 m.

## Rekorde
Vor dem Wettbewerb galten folgende Rekorde:
| Weltrekord               | Zhu Jianhua                                                                 | 2,37 m                                                                      | Peking, Volksrepublik China                                                 | 11. Juni 1983                                                               |
| Weltmeisterschaftsrekord | Es gab noch keine WM-Rekorde, die Veranstaltung wurde erstmals ausgetragen. | Es gab noch keine WM-Rekorde, die Veranstaltung wurde erstmals ausgetragen. | Es gab noch keine WM-Rekorde, die Veranstaltung wurde erstmals ausgetragen. | Es gab noch keine WM-Rekorde, die Veranstaltung wurde erstmals ausgetragen. |

Der WM-Rekord wurde nach und nach auf zuletzt 2,34 m gesteigert. Im Finale am 9. August übersprangen zwei Athleten diese Höhe:
- Weltmeister Hennadij Awdjejenko, Sowjetunion
- Vizeweltmeister Tyke Peacock, Vereinigte Staaten

## Qualifikation
12. August 1983
Die Qualifikationshöhe betrug 2,24 m, um direkt ins Finale einzuziehen. Drei Athleten schafften diese Marke, sie sind hellblau unterlegt. Die restlichen Springer, die am Finale teilnehmen durften – die Anzahl der Athleten sollte mindestens zwölf sein –, sind jene mit der höchsten gesprungenen Höhe unterhalb der Qualifikationshöhe (2,21 m), sie sind hellgrün unterlegt. Diese 2,21 m wurden von vierzehn Teilnehmern gemeistert, sodass insgesamt siebzehn Athleten zum Finale am darauffolgenden Tag antraten.

### Gruppe A
| Platz | Athlet                 | Land               | Höhe (m) |
| ----- | ---------------------- | ------------------ | -------- |
| 1     | Leo Williams           | Vereinigte Staaten | 2,21     |
| 2     | Francisco Centelles    | Kuba               | 2,21     |
| 3     | Takao Sakamoto         | Japan              | 2,18     |
| 4     | Takashi Katamine       | Japan              | 2,18     |
| 5     | Othmane Belfaa         | Algerien           | 2,15     |
| 5     | Moussa Fall            | Senegal            | 2,15     |
| 7     | Eugen-Cristian Popescu | Rumänien           | 2,15     |
| 8     | Roberto Cabrejas       | Spanien            | 2,15     |
| 8     | Clarence Saunders      | Bermuda            | 2,15     |
| 8     | Wolfgang Tschirk       | Österreich         | 2,15     |
| 11    | Jouko Kilpi            | Finnland           | 2,10     |
| 11    | Constantin Militaru    | Rumänien           | 2,10     |
| 13    | Gianni Davito          | Italien            | 2,10     |
| 14    | Alain Metellus         | Kanada             | 2,10     |
| 15    | Liu Chin-Chiang        | Chinesisch Taipeh  | 2,00     |
| 16    | Alphonse Gaglozoun     | Benin              | 1,95     |
| 16    | France-Henry Lisette   | Mauritius          | 1,95     |
|       | Ardeshir Ghandoomi     | Iran               | NM       |
|       | Joseph Rajo            | Sudan              | DNS      |

### Gruppe B
| Platz | Athlet              | Land                | Höhe (m) |
| ----- | ------------------- | ------------------- | -------- |
| 1     | Igor Paklin         | Sowjetunion         | 2,24 CR  |
| 1     | Milton Ottey        | Kanada              | 2,24 CR  |
| 1     | Zhu Jianhua         | Volksrepublik China | 2,24 CR  |
| 4     | Carlo Thränhardt    | BR Deutschland      | 2,21     |
| 4     | Hennadij Awdjejenko | Sowjetunion         | 2,21     |
| 4     | Sorin Matei         | Rumänien            | 2,21     |
| 4     | Waleri Sereda       | Sowjetunion         | 2,21     |
| 4     | Patrik Sjöberg      | Schweden            | 2,21     |
| 4     | Dwight Stones       | Vereinigte Staaten  | 2,21     |
| 10    | Jacek Wszoła        | Polen               | 2,21     |
| 10    | Luca Toso           | Italien             | 2,21     |
| 12    | Paul Frommeyer      | BR Deutschland      | 2,21     |
| 13    | Eddy Annys          | Belgien             | 2,21     |
| 13    | Dietmar Mögenburg   | BR Deutschland      | 2,21     |
| 15    | Tyke Peacock        | Vereinigte Staaten  | 2,21     |
| 16    | Roland Dalhäuser    | Schweiz             | 2,15     |
| 17    | Dariusz Biczysko    | Polen               | 2,15     |
| 18    | Franck Verzy        | Frankreich          | 2,10     |
| 18    | Stephen Wray        | Bahamas             | 2,10     |

## Legende
Kurze Übersicht zur Bedeutung der Symbolik – so üblicherweise auch in sonstigen Veröffentlichungen verwendet:
| – | Höhe ausgelassen  |
| x | Fehlversuch       |
| o | Höhe übersprungen |

## Finale
13. August 1983
| Platz | Athletin            | Land                | 2,10 m | 2,15 m | 2,19 m | 2,23 m | 2,26 m | 2,29 m | 2,32 m | 2,34 m | Höhe (m) |
| ----- | ------------------- | ------------------- | ------ | ------ | ------ | ------ | ------ | ------ | ------ | ------ | -------- |
|       | Hennadij Awdjejenko | Sowjetunion         | –      | o      | o      | o      | o      | xo     | o      | xxx    | 2,32 CR  |
|       | Tyke Peacock        | Vereinigte Staaten  | –      | o      | o      | xo     | o      | o      | xxo    | xxx    | 2,32 CR  |
|       | Zhu Jianhua         | Volksrepublik China | –      | o      | o      | o      | o      | o      | xxx    |        | 2,29     |
| 4     | Dietmar Mögenburg   | BR Deutschland      | –      | o      | o      | xo     | –      | o      | xxx    |        | 2,29     |
| 4     | Igor Paklin         | Sowjetunion         | o      | o      | o      | o      | xo     | o      | xxx    |        | 2,29     |
| 6     | Dwight Stones       | Vereinigte Staaten  | –      | o      | o      | o      | o      | xxo    | xxx    |        | 2,29     |
| 7     | Carlo Thränhardt    | BR Deutschland      | –      | o      | o      | o      | o      | –      | xxx    |        | 2,26     |
| 8     | Waleri Sereda       | Sowjetunion         | o      | o      | xo     | o      | o      | xxx    |        |        | 2,26     |
| 9     | Milton Ottey        | Kanada              | –      | xo     | o      | o      | o      | xxx    |        |        | 2,26     |
| 10    | Luco Toso           | Italien             | o      | xo     | o      | xxo    | xxo    | xxx    |        |        | 2,26     |
| 11    | Patrik Sjöberg      | Schweden            |        |        |        |        |        |        |        |        | 2,23     |
| 12    | Leo Williams        | Vereinigte Staaten  |        |        |        |        |        |        |        |        | 2,23     |
| 13    | Jacek Wszoła        | Polen               |        |        |        |        |        |        |        |        | 2,23     |
| 14    | Eddy Annys          | Belgien             |        |        |        |        |        |        |        |        | 2,19     |
| 15    | Francisco Centelles | Kuba                |        |        |        |        |        |        |        |        | 2,19     |
| 16    | Paul Frommeyer      | BR Deutschland      | xo     | xo     | xo     | xxx    |        |        |        |        | 2,19     |
| 17    | Sorin Matei         | Rumänien            |        |        |        |        |        |        |        |        | 2,15     |

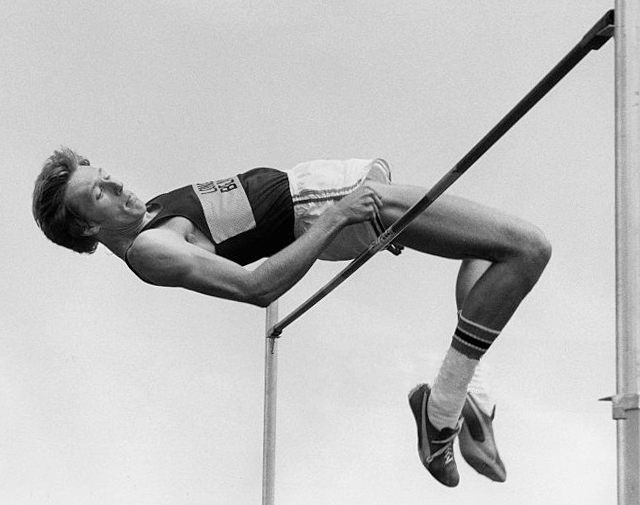
Der frühere Weltrekordinhaber und zweifache Olympiadritte (1972/1976) Dwight Stones (hier im Jahr 1976) belegte Rang sechs
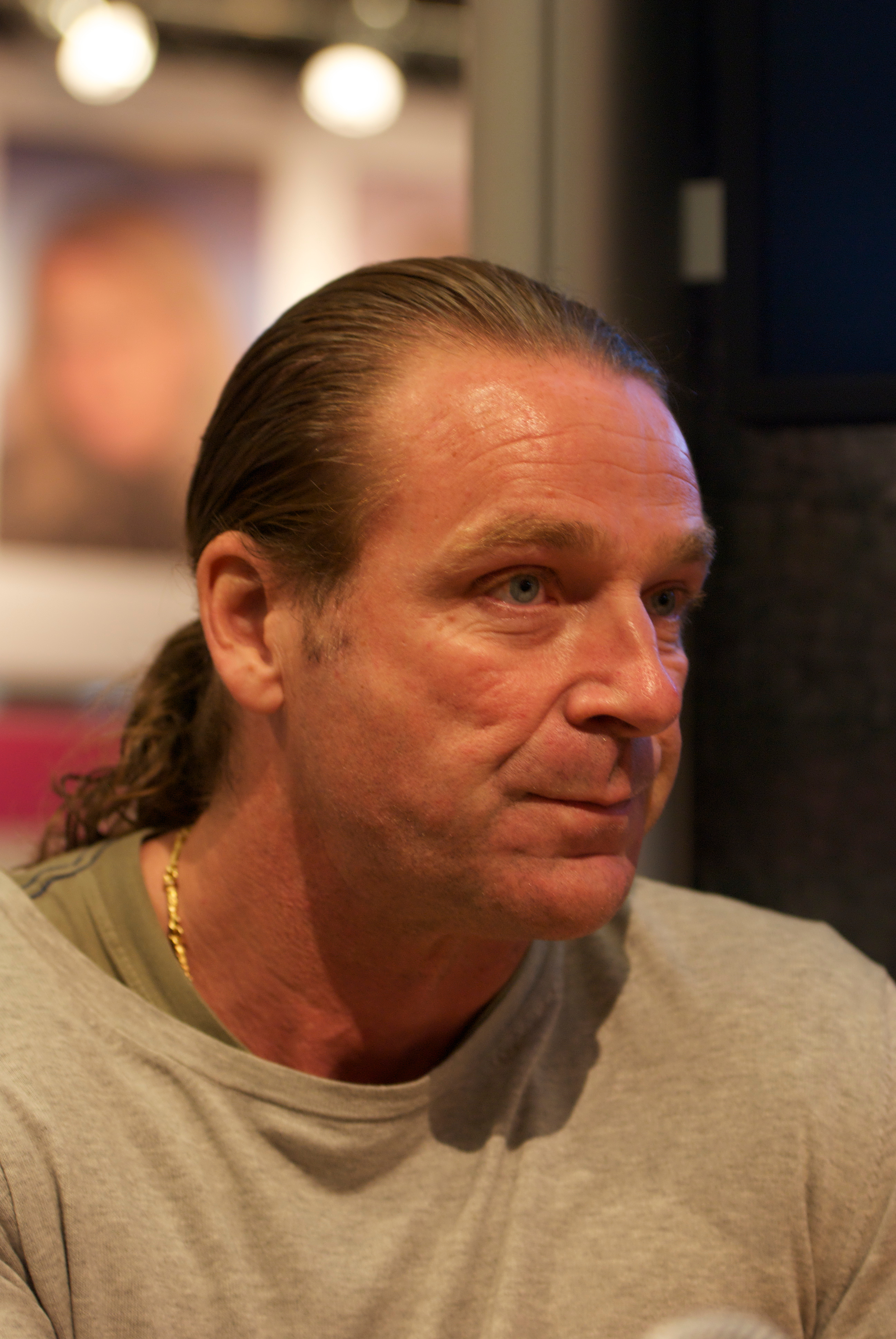
Patrik Sjöberg (auf dem Foto im Jahr 2011), am Anfang einer erfolgreichen Karriere, kam auf den elften Platz
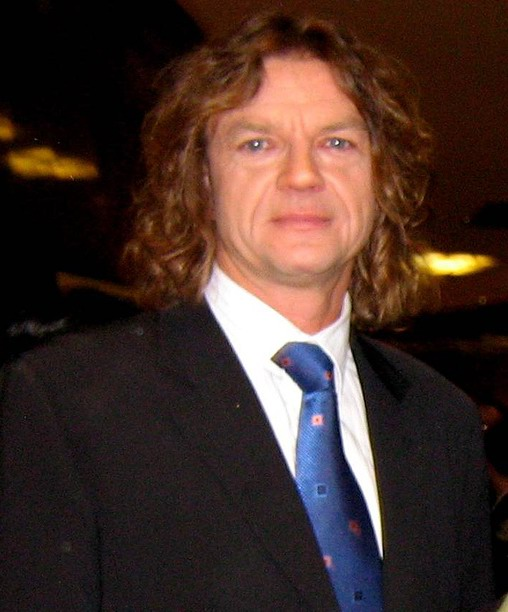
Jacek Wszoła (im Jahr 2007), Olympiasieger 1976, Olympiazweiter 1980 und Ex-Weltrekordler, erreichte Platz dreizehn
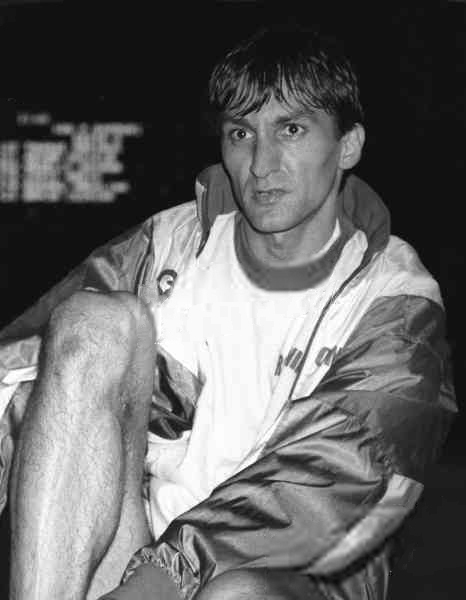
Sorin Matei (1993) wurde Siebzehnter in diesem Finale

## Videos
- The first world Championships in athletics. Finland. Helsinki 1983. High jump. Men. Adveenko G. URS auf youtube.com, abgerufen am 3. April 2020
- The first world Championships in athletics. Finland. Helsinki 1983. High jump. Men. Peacock T. USA auf youtube.com, abgerufen am 3. April 2020
- The first world Championships in athletics. Finland. Helsinki 1983. High jump. Men. Zhu J. PRC. Fail auf youtube.com, abgerufen am 3. April 2020